# 八塔寺
八塔寺（はっとうじ）は、岡山県備前市吉永町加賀美にある天台宗の寺院。山号は照鏡山、本尊は十一面観音。

## 概要
JR山陽本線吉永駅から八塔寺川に添って上がると、備前、播磨、美作の3か国にまたがる海抜539メートルの八塔寺に至る（八塔寺山麓）。元来は聖武天皇の時代、僧道鏡の開基と伝えられる古刹で、住時は山岳仏教の中心地として名を成した土地である。盛時には八院六四僧坊や十三重塔など仏塔が建てられたとされる聖地であった。ところが永正14年（1517年）、浦上村宗の兵火にかかり堂塔伽藍はほとんど焼失し、さらに天正19年（1591年）には寺領が召し上げられるなど、寺は荒廃した。やがて、寛文3年（1663年）池田綱政によって、本堂・三重塔・鐘樓・山王社・本社拝殿などが整えられた。昭和49年（1974年）には県下で初めて、山上全体が、八塔寺ふるさと村として登録され、保存・整備が行われている。周辺は1978年（昭和53年）3月28日に郷土自然保護地域（八塔寺地域）に指定された。
「八塔寺」という寺号は、江戸期以降は1つの寺院の名称になっている。しかし、「八塔寺」の名が「ふるさと村」の名称に使われていることからもわかるように、本来は、吉永町加賀美の小字名と同義である（和気郡八塔寺村、加賀美村八塔寺、三国村加賀美、和気郡吉永町加賀美）。本項では寺院の「八塔寺」を中心に、備前市吉永町加賀美八塔寺全体の歴史、信仰、文化財について触れる。

## 歴史

### 開創伝承
- 728年 – 聖武天皇より聖勅を受けた弓削道鏡法印の開山により創建された。なお、この頃山王宮（現在の日吉神社）も建立と伝えられている。

### 中世以降
- 1184年 – 梶原景時が、八塔寺の方一里内に於て悪党狩人杣人の入ること禁止の制札を下付した（以後数度にわたり制札下付があった）
- 1184年6月 – 源頼朝の命により、梶原景時が宝寿院の伽藍僧坊を再建し源氏の祈願所とした（上記同様に矢田の長楽寺、鳥坂の妙徳寺も再建の上祈願所とした）（十三重塔七堂伽藍僧坊72坊　備陽国志）
- 1221年3月7日 – 後鳥羽上皇隠岐御遷幸　配流の途中八塔寺を経られた（石碑有）
- 1302年9月13日夜 – 常照院炎上（院主円能律師）
- 1388年2月17日 – 常照院が炎上
- 1388年6月12日 – 足利義満の下知写に美作国八塔寺と記されている
- 1517年4月7日 – 三石城主浦上村宗が赤松義村の家臣宍栗作十郎陣営の常照院に放火し炎上
- 1519年4月16日 – 八塔寺に屯営中の宍栗作十郎陣が三石城主真木越前守の焼き討ちによって上月へ敗走した（4月29日ともいう）八塔寺合戦」が起こり本堂・伽藍等は焼失した。
- 1521年9月 – 浦上村宗により禁制札がたてられる。
- 1582年 – 豊臣秀吉が常照院に高五百石の寄進をした（天正元年まで）。
- 1591年 – 寺領没収
- 1595年12月 – 宇喜多秀家が常照院に高五十石の寄付をした（元和2年まで）。

### 江戸期
- 1626年 – 池田忠雄の命により田沼猪兵工が奉行となり八塔寺本堂・十三重の塔を修理した。
- 1629年11月7日 – 池田家より八塔寺領として高36石4斗5升4合の寄進をした。（内　高拾弐石定生院　高拾石明王院　高拾石真言院　残り高四石4斗5升4合修理領）
  - この頃、宝寿院を真言院ともいった。又各院の旦家は次のとおりであった。常照院（無住代判安養寺）村中に10軒　宝寿院明王院（無住代判光明寺慈山寺）村内200軒播州270軒
- 1634年12月15日 – 岡山藩主池田光政が寺領として高36石4斗5升4合を三院に寄進した（寄進状現存す）以後藩主のかわる毎に同様の寄進が明治維新まで続いた。
- 1646年 – 池田光政が梵鐘鐘楼を寄進した（現存す）。
- 1649年3月21日 – 高野山高祖院より八塔寺は天正末年まで真言一宗耳可被居住者也との一札を送っている。この頃常照院無住ただ道心坊を置くのみ。
- 1662年 – 飯掛・万能池を築く。
- 1665年 – 山王宮を村方の氏宮とした。
- 1700年 – 播備両国国境塚を八塔寺周辺の村役人立会の上設けた。
- 1706年10月 – 八塔寺再建の奉行渡辺助之丞以下諸役人を命じた。
- 1707年6月 – 三ヶ院の普請が通った。
- 1707年12月 – この頃の村々は次の通りの庄保に属していた。
  - 新田庄（八塔寺、滝谷、東畑、下畑）
  - 神根保（大股、大藤）
  - 日笠保（飯掛、牛中）
- 1761年 – この頃の寺領配分の折紙に拾弐石天台宗常照院とある。
- 1763年 – この頃十三重の塔の一重のみ残存していた。
- 1790年10月10日 – 常照院の納屋より出火明王院の土倉を残して各伽藍在家三軒が焼けた。
- 1791年7月2日 – 常照院の代判の延寿院と真言二院の間に再建願について論争を生じ二院の院主は追院した。
- 1824年5月 – 真言両院領の高20石を常照院へ譲渡の上離山したき旨を両院より願い出た。
- 1824年10月12日 – 奧いな池新設工事現場から古銭が511文掘り出された。
- 1828年 – 播備作国境塚完成（塚数25　境石3）諸経費計1貫59匁4分
- 1832年 – 庫裏1棟建築
- 1833年5月 – 岡山藩奉行石黒後藤兵衛の調停により八塔寺紛争が解決した。
- 1838年 – 宝寿明王院は恵日山高顕寺として分離した。

## 文化財
- 八塔寺制札（備前市指定史跡）
- 五輪塔「石小詰の塚」（備前市指定文化財）
- 山上伽藍八塔寺の旧跡（備前市指定文化財）
- 山上伽藍八塔寺の三重塔跡（備前市指定文化財）
- 池田光政寄進銅鐘（備前市指定文化財）